# Hilara brevipilosa
Hilara brevipilosa är en tvåvingeart som beskrevs av Collin 1966. Hilara brevipilosa ingår i släktet Hilara och familjen dansflugor. Inga underarter finns listade i Catalogue of Life.